# Clephydroneura bella
Clephydroneura bella là một loài ruồi trong họ Asilidae. Clephydroneura bella được Shi miêu tả năm 1995.